# Siphlonurus lacustris
Siphlonurus lacustris is een haft uit de familie Siphlonuridae. De wetenschappelijke naam van de soort is voor het eerst geldig gepubliceerd in 1870 door Eaton.

## Verspreiding en leefgebied
De soort komt voor in het Palearctisch gebied en kan goed tegen zuur water.